# 멜리사 코헨 바이든

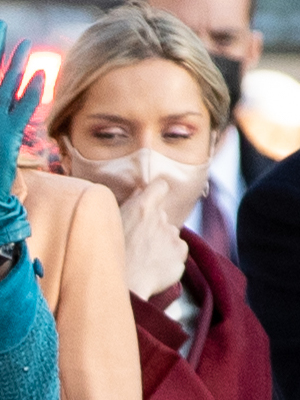
멜리사 코헨 바이든

멜리사 바티아 코헨 바이든(영어: Melissa Cohen Biden, 1986년 ~ )은 남아프리카 공화국계 미국인 활동가이자 다큐멘터리 영화 제작자이다. 그녀는 조 바이든  미국 대통령의 아들인 헌터 바이든과 결혼했다.